# Oxitetraciclina
La oxitetraciclina es un antibiótico de amplio espectro del grupo de las tetraciclinas, y se utiliza en apicultura bajo la forma de Clorhidrato.
El nombre comercial más conocido es Terramicina® (Laboratorio Pfizer). En la jerga apícola es conocido como Oxytrax.
Es un polvo de naturaleza cristalina, soluble en agua y solventes orgánicos. Viene en concentraciones de 5,5 y 6 %. La dosis utilizada en colmenas es del orden de 1,2 a 1,25 g. A esta concentración la actividad del antibiótico desaparece en 4 semanas. A concentraciones mayores de 1,4 g por colmena puede resultar tóxico para las abejas.
Sus formas de aplicación son en jarabe, en polvo o en pasta medicamentosa.
En jarabe hay que colocar 1,2 a 1,25 g de oxitetraciclina diluida en jarabe. Hay quienes mojan con jarabe las abejas para que estas se limpien, o bien colocando el jarabe en un alimentador respetando la dosis.
En bovino, porcino, ovino y caprino, la oxitetraciclina se administra en solución inyectable por vía intramuscular profunda a razón de 20mg de sustancia activa por kg de peso vivo en dosis única. El medicamento se utiliza para tratar infecciones respiratorias, genitourinarias, podales y otras infecciones como la mastitis.

## Detección de oxitetracilina
Existen diversos métodos de detección de oxitetraciclina en miel que se han desarrollado. Los primeros utilizados fueron biológicos, cuantificándose la presencia del antibiótico en función del diámetro del halo de inhibición bacteriano formado cuando el mismo es puesto en contacto con una cepa indicadora.
Hay métodos inmunoquímicos para la detección de residuos de antibióticos en miel, pero éstos requieren mayor desarrollo y ajuste, dado que existe un alto porcentaje de falsos positivos.
La cromatografía líquida de alta resolución, ha permitido disminuir los límites de cuantificación, siendo crucial en este caso el método de extracción de la molécula de interés a partir de la matriz biológica donde se encuentra.
Se utilizan detectores más sofisticados como el de espectrometría de masa. Esto hace que las técnicas sean onerosas y engorrosas.
Actualmente se utilizan cromatógrafos líquidos de alto rendimiento o HPLC (de High Performance Liquid Chromatography) con detector UV, para detectar la contaminación.

## Otras utilidades
El antibiótico es utilizado en neumonías, enteritis, querato conjuntivitis, artritis, metritis, onfalitis, leptospirosis, actinobacilosis, anaplasmosis, mastitis, pietín, infecciones en general, control de enfermedades infecciosas que afectan a bovinos, ovinos, caprinos y porcinos, ocasionadas por gérmenes sensibles a la Oxitetraciclina. Posee actividad frente a bacterias Gram positivas y Gram negativas, incluyendo algunas especies de micoplasmas y rickettsias.
en Agricultura se usa contra las bacterias de las plantas.

## Contraindicaciones
- El uso de tetraciclinas durante el desarrollo dental (segunda mitad del embarazo, lactancia y niños menores de 8 años), puede causar decoloración permanente de los dientes (de gris parduzco a amarillento). Aunque esta reacción adversa es más frecuente con el uso durante períodos prolongados, también se ha observado tras la administración de tratamientos cortos repetidos.[2]
- En caso de alergia a tetraciclinas (doxiciclina, minociclina, oxitetraciclina, tetraciclina).
- Las tetraciclinas deben evitarse en pacientes con lupus eritematoso sistémico.
- No se deben ingerir con leche ya que se inactivan.
- NO se deben tomar conjunto a retinoides orales (Roaccutane® o similares) ya que existe el riesgo de formación de tumores intracraneales benignos.